# Stockholms Banco
El Stockholms Banco, fundado en 1657 por Johan Palmstruch en Estocolmo, fue el primer banco europeo que emitió billetes. 
Comenzó a poner en circulación billetes en 1661, al entregarlos como «recibo» para quien depositaba oro u otro metal precioso en la entidad. Tras sufrir dificultades financieras, fue liquidado en 1667. 
Aunque el Stockholms Banco era un banco privado, mantenía un relación especial con la Corona sueca y el rey Carlos X eligió a Palmstruch para que fuera su director y le otorgó permiso para operar de acuerdo a las normas estatales. Esta entidad fue así el precursor inmediato del banco de Suecia que constituye el banco central más antiguo del mundo, que se fundó en 1668 como Riksens Ständers Bank y en 1866 cambió su nombre a Sveriges Riksbank.
El Banco de Estocolmo trajo una novedad en la historia de la banca al prestar cantidades superiores a las reservas en metálico de que disponía, introdujo lo que es un hecho habitual en la banca actual de reservas fraccionarias.